# Michael Kelly (Schauspieler)

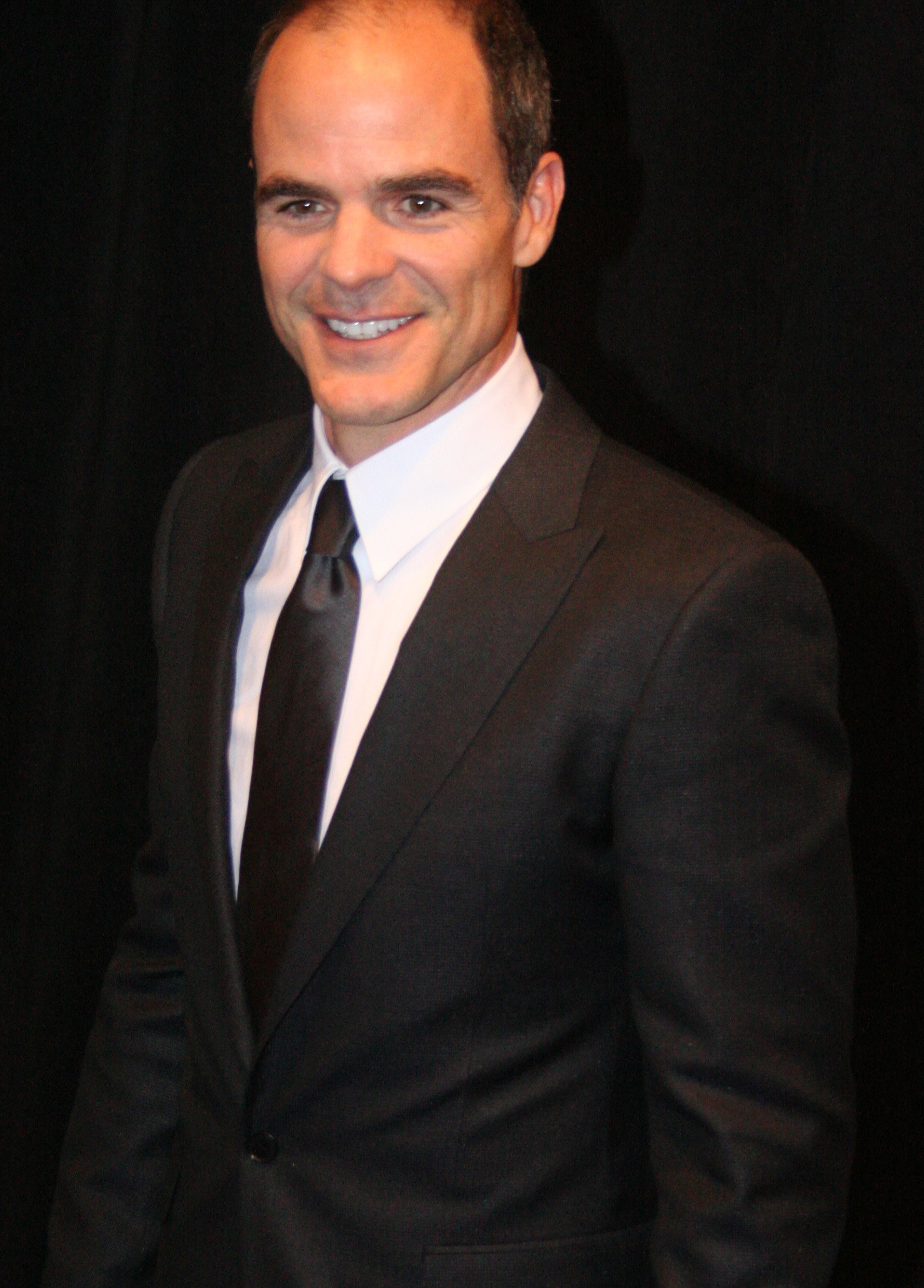
Michael Kelly (2011)

Michael Joseph Kelly (* 22. Mai 1969 in Philadelphia, Pennsylvania) ist ein US-amerikanischer Schauspieler.

## Biografie
Kellys Mutter Maureen ist italienischer Abstammung, sein Vater ist Nachkomme eines Auswanderers aus der irischen Stadt Donegal. Er wuchs in Lawrenceville, Georgia, mit zwei Schwestern und einem Bruder auf. Er besuchte die Brookwood High School und studierte anschließend an der Coastal Carolina University in Conway, South Carolina, wo er zunächst Jura studieren wollte, dann aber zur Schauspielerei wechselte. Er ist auf Lebenszeit Mitglied des Actors Studio und lebt und arbeitet in New York.
Größere Bekanntheit erlangte Kelly vor allem durch diverse Rollen im Fernsehen. So war er im Jahr 2011 als Hauptdarsteller in dem kurzlebigen Criminal-Minds-Ableger Criminal Minds: Team Red zu sehen. Ebenso hatte er von 2011 bis 2013 eine wiederkehrende Rolle in der Fernsehserie Person of Interest. Von 2013 bis 2018 war er einer der Hauptdarsteller der Netflix-Fernsehserie House of Cards. Dort spielte er an der Seite von Kevin Spacey und Robin Wright die Rolle des loyalen Stabschefs Doug Stamper.

## Filmografie (Auswahl)

### Filme
- 1998: Origin of the Species
- 1998: River Red
- 1999: Der Mondmann (Man on the Moon)
- 2000: Unbreakable – Unzerbrechlich (Unbreakable)
- 2004: Dawn of the Dead
- 2005: Loggerheads
- 2006: Unbesiegbar – Der Traum seines Lebens (Invincible)
- 2008: Der fremde Sohn (Changeling)
- 2009: Defendor
- 2009: Gesetz der Rache (Law Abiding Citizen)
- 2010: Haben Sie das von den Morgans gehört? (Did You Hear About the Morgans?)
- 2010: Fair Game – Nichts ist gefährlicher als die Wahrheit (Fair Game)
- 2011: Der Plan (The Adjustment Bureau)
- 2012: Chronicle – Wozu bist Du fähig? (Chronicle)
- 2013: Die Unfassbaren – Now You See Me (Now You See Me)
- 2013: Man of Steel
- 2015: Everest
- 2015: Vor ihren Augen (Secret in Their Eyes)
- 2021: Outside the Wire
- 2023: Transformers: Aufstieg der Bestien (Transformers: Rise of the Beasts)
- 2024: Rob Peace
- 2025: Night Always Comes

### Serien
- 1994: Lifestories: Families in Crisis (Folge 1x09)
- 2000–2001: Level 9 (12 Folgen)
- 2000, 2002, 2006: Law & Order: Special Victims Unit (3 Folgen)
- 2001: Third Watch – Einsatz am Limit (Third Watch, Folge 3x04)
- 2002, 2008: Law & Order (2 Folgen)
- 2002: The Shield – Gesetz der Gewalt (The Shield, Folge 1x10)
- 2003: Für alle Fälle Amy (Judging Amy, Folge 4x19)
- 2005: Kojak (9 Folgen)
- 2006–2007: Die Sopranos (The Sopranos, 6 Folgen)
- 2007: CSI: Miami (Folge 5x24)
- 2008: Generation Kill (Miniserie, 7 Folgen)
- 2008: Fringe – Grenzfälle des FBI (Fringe, Folge 1x04)
- 2010: Criminal Minds (Folge 5x18)
- 2011: Criminal Minds: Team Red (Criminal Minds: Suspect Behavior, 13 Folgen)
- 2011: Good Wife (The Good Wife, 2 Folgen)
- 2011: Criminal Intent – Verbrechen im Visier (Criminal Intent, Folge 10x03)
- 2011–2013: Person of Interest (7 Folgen)
- 2013–2018: House of Cards (73 Folgen)
- 2016: Black Mirror (Folge 3x05)
- 2017: Taboo (7 Folgen)
- 2017: The Long Road Home (6 Folgen)
- 2019–2022: Tom Clancy’s Jack Ryan (16 Folgen)
- 2023–2024: Special Ops: Lioness (14 Folgen)
- 2024: The Penguin (Miniserie, 5 Folgen)